# Canal Ladrillero

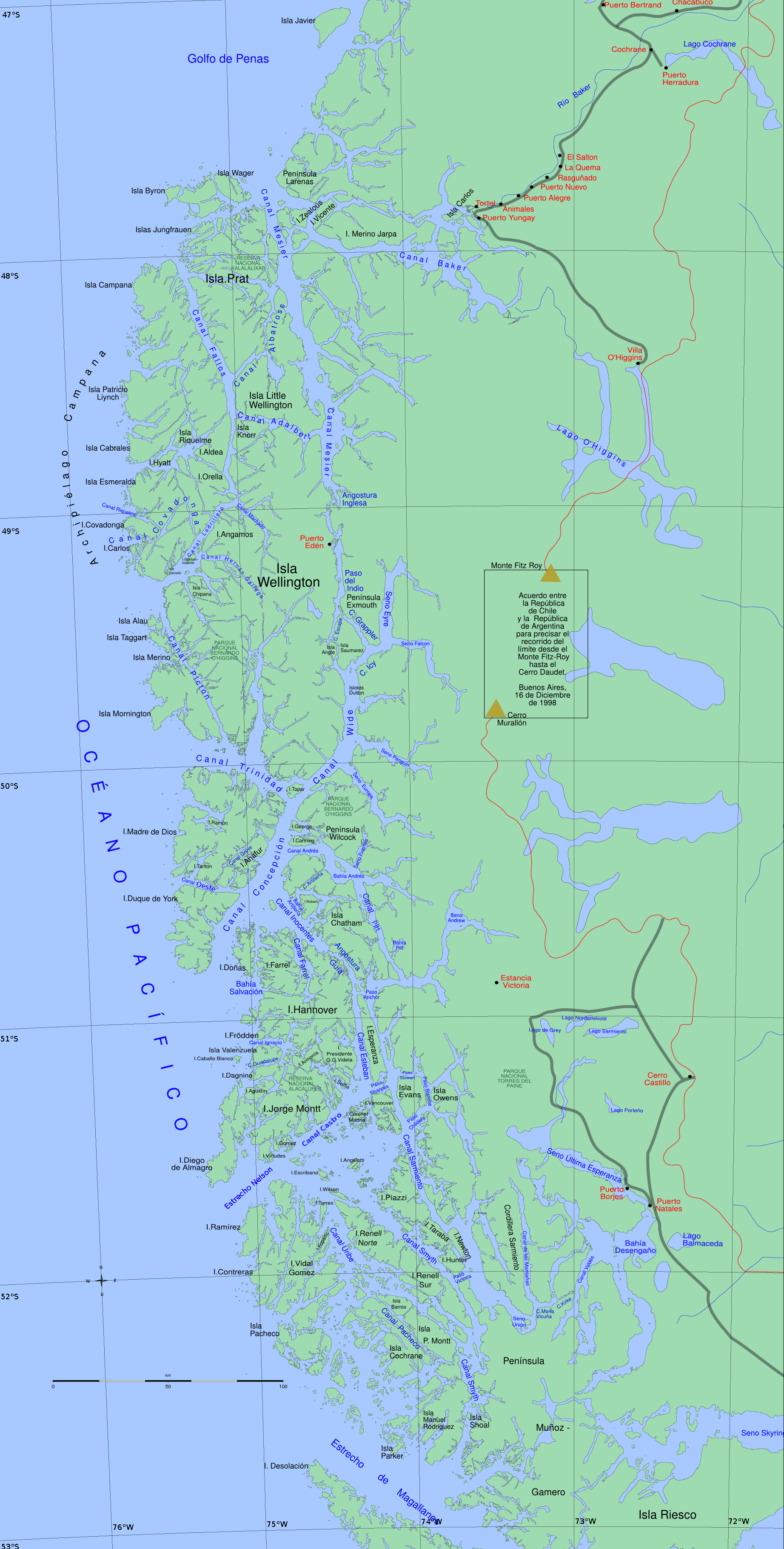
Golfo de Penas - Estrecho de Magallanes

El canal Ladrillero está situado en el océano Pacífico en la región austral de Chile, al sur del golfo de Penas, es uno de los canales patagónicos secundarios de la Patagonia chilena. 
Administrativamente pertenece a la provincia Última Esperanza de la XII Región de Magallanes y la Antártica Chilena.
Desde hace aproximadamente 6.000 años sus costas fueron habitadas por el pueblo kawésqar. A comienzos del siglo XXI este pueblo había sido prácticamente extinguido por la acción del hombre blanco.

## Recorrido
Mapa del canal
Comienza en su parte norte en 48°55′40″S 74°59′01″O / -48.92778, -74.98361 inmediatamente al sur del paso The Nick, punto en que finaliza el canal Fallos, y termina en 49°16′01″S 75°28′00″O / -49.26694, -75.46667 en el golfo Ladrillero entre la punta Piedras de la isla Stosch y el extremo NW de la península Wharton. Tiene dirección general SW y su largo es de aproximadamente 27 nmi. El lado este está formado por las costas de la isla Angamos y de las penínsulas Singular y Wharton. El lado oeste está formado por las costas de las islas Orella, Esmeralda y Stosch.

## Geología y orografía
Son una sucesión de tierras altas y barrancosas con numerosas cumbres y promontorios muy parecidos entre sí. Sus cabos y puntas terminan en forma abrupta. Lo anterior, unido al silencio y soledad del entorno hacen de estas islas y canales una de las regiones más bellas del planeta. 
Las costas son acantiladas y sus canales, en general son limpios y abiertos, donde hay escollos estos están invariablemente marcados por sargazos.
Existen alturas bastante notables que sirven para reconocer la entrada a los diferentes senos, canales o bahías. Estas están claramente indicadas en las respectivas cartas y derroteros de la región.  En el sector los cerros son altos con elevaciones que alcanzan sobre los 1.200 metros de altura. En la isla Angamos sobresale el monte Siegfried que normalmente está cubierto de nieve.
En el pasado se produjo un hundimiento del territorio provocado por el encuentro, frente a la península de Taitao, de tres placas tectónicas: la de Nazca y la Antártica que se mueven hacia el este, y la Sudamericana que se desplaza hacia el oeste. Esta situación ocasionó un notorio hundimiento del borde de la placa Sudamericana bajando los suelos a su nivel actual, lo que se puede comprobar por la fragmentación del territorio y la penetración del mar en los lugares hundidos, surgiendo gran cantidad de islas.
Data de la época terciaria; y es producto de la misma causa geológica que hizo aparecer primero la cordillera de la Costa y luego la de los Andes. En la edad glacial, tomó su aspecto actual siendo la continuación hacia el sur de la cordillera de la Costa.
Es de origen ígneo por la clase de roca que lo constituye y por su relieve áspero e irregular, característico de las cadenas de erupción.

## Climatología
La región es afectada continuamente por vientos del oeste y por el paso frecuente de sistemas frontales. Estos sistemas frontales se generan en la latitud 60° S, zona en la que confluyen masas de aire subtropical y masas de aire polar creando un cinturón de bajas presiones que forma los sistemas frontales.
Esta área tiene un clima que se conoce como “templado frío lluviosos” que se extiende desde la parte sur de la X Región de Los Lagos hasta el estrecho de Magallanes. Aquí se registran las máximas cantidades de precipitaciones, en isla Guarello se han alcanzado hasta 9.000 mm anuales.
La nubosidad atmosférica es alta, los días despejados son escasos. La amplitud térmica es reducida, la oscilación anual es de aproximadamente 4 °C con una temperatura media de 9 °C. Precipita durante todo el año siendo más lluvioso hacia el otoño.
Existen solo dos estaciones: verano e invierno. El verano comienza en septiembre y los vientos empiezan a rondar del NW al SW. Los días comienza a ser más largos y en octubre puede haber algunos días despejados. En los meses de diciembre, enero y febrero los vientos ya soplan casi exclusivamente del SW con gran intensidad.
Las lluvias, en esta estación, son frecuentes pero no tan persistentes como en el invierno y se presentan bajo la forma de fuertes y copiosos chubascos. La mejor época del año es la que va de febrero a abril. En mayo se observan bravezas de mar que traen mucha marejada. En mayo caen las primeras nevazones las que continúan durante todo el invierno. Las nevazones a veces son tan espesas que la visibilidad se ve reducida a no más de 100 metros. El viento ha rondado al NW. Los meses de junio y julio se consideran los peores del año. El mal tiempo es el estado normal de la región, el buen tiempo es un accidente transitorio.
En la mayoría de los senos, esteros y canales las tierras altas hacen cambiar la dirección del viento verdadero. El viento tiende a soplar a lo largo de los canales, siguiendo su dirección y hacia abajo en los valles.
En los puertos y fondeaderos que se encuentran a sotavento de las tierras altas, cuando los chubascos que soplan por lo alto encuentran quebradas o valles, bajan por ellos en forma repentina y violenta, a estos chubascos se les conoce como “williwaws”.
El viento dominante en toda la zona según el mes es: enero del NW – febrero del W – marzo y abril del W – mayo ronda al S – junio cambia al SW – julio y agosto entre el W al SW – septiembre del E y del N – octubre del W – noviembre del W al NW y en diciembre del WNW.

## Flora y fauna
En las laderas y hondonadas de los cerros crece un bosque tupido que se afirma en los intersticios de las rocas, los árboles se entrelazan unos con otros. Normalmente no se desarrollan sobre los 50 metros sobre el nivel del mar, pero donde está resguardado del viento dominante sube hasta los 200 y 300 metros sobre dicho nivel.
Sobre la roca desnuda se observa una formación esponjosa sobre la cual crecen líquenes y musgos desde los cuales surge el agua a la menor presión que se ejerza sobre su superficie. Algunos árboles son el haya, el tepú y el canelo.
El reino animal es muy reducido, se pueden encontrar el zorro y algunos roedores. Hay lobos y nutrias. Entre las aves terrestres y acuáticas podemos encontrar el martín pescador, el tordo, el zorzal, el cisne, el pato, el pingüino, el canquén, la gaviota y el quetro o pato a vapor. Entre los peces se encuentran el róbalo, el pejerrey, el blanquillo y la vieja. Entre los mariscos hay centollas, jaibas, erizos y choros.

## Producción

### Producción minera
Sólo se han encontrado minerales de piedra caliza en la isla Guarello el que es extraído y embarcado por la Compañía de Acero del Pacífico y de mármol en la isla Diego de Almagro.

### Producción ganadera
El seno Última Esperanza por la buena calidad de sus pastos es la única parte de esta región donde se ha desarrollado con excelente resultado la crianza de ganado ovejuno, lo que ha originado industrias de carnes frigorizadas, graserías y exportación de lanas.

## Historia
A contar de 1520, con el descubrimiento del estrecho de Magallanes, pocas regiones han sido tan exploradas como la de los canales patagónicos. En las cartas antiguas la región de la Patagonia, entre los paralelos 48° y 50° Sur, aparecía ocupada casi exclusivamente por una gran isla denominada “Campana” separada del continente por el “canal de la nación Calén”, nación que se supuso existió hasta el siglo XVIII entre los paralelos 48° y 49° de latitud sur.
Desde mediados del siglo XX esos canales son recorridos con seguridad por grandes naves de todas las naciones, gracias a los numerosos reconocimientos y trabajos hidrográficos efectuados en esas peligrosas costas.
Por más de 6.000 años estos canales y sus costas han sido recorridas por los kawésqar, indígenas, nómades canoeros. Hay dos hipótesis sobre su llegada a los lugares de poblamiento. Una, que procedían del norte siguiendo la ruta de los canales chilotes y que atravesaron hacia el sur cruzando el istmo de Ofqui. La otra es que procedían desde el sur y que a través de un proceso de colonización y transformación de poblaciones cazadoras terrestres, procedentes de la Patagonia Oriental, poblaron las islas del estrecho de Magallanes y subieron por los canales patagónicos hasta el golfo de Penas. A comienzos del siglo XXI este pueblo había sido prácticamente aniquilado por la acción del hombre blanco.

## Descripción costa oeste

### Paso The Knick
Mapa del paso
Se forma entre el cabo Ligowski y la isla Grönden, la enfilación de estos dos puntos marca el extremo sur del canal Fallos y la entrada norte del canal Ladrillero.

### Isla Orella
Mapa de la isla
Pertenece al archipiélago Campana. Tiene forma de un cuadrilátero. Por el norte corre el canal Cochrane, por el este el canal Fallos, por el sureste el canal Ladrillero y por el oeste el canal Sotomayor. La costa este es muy recortada y ofrece un fondeadero en bahía Prusiana.

### Canal Sotomayor
Mapa del canal
Separa la costa oeste de la isla Orella de la costa este de la isla Esmeralda. Tiene 16 nmi de largo en dirección general NW-SE uniendo el canal Fallos con los canales Cochrane y del Castillo. Fue denominado en homenaje a José de Sotomayor, compañero del piloto Machado en el viaje de exploración a esa región de los años 1768 a 1769.

### Isla Esmeralda
Mapa de la isla
Forma parte del archipiélago Campana. Es la de mayor porte del archipiélago. Tiene una forma bastante irregular. Su eje más largo mide 21 millas y el otro 13 millas. Tiene los siguientes límites: al norte, el canal del Castillo la separa de la isla Cabrales; al este, los canales Sotomayor y Ladrillero la separan de las islas Orella y Angamos respectivamente; al sur, el canal Covadonga, la separa de la isla Stosch y al oeste, está el océano Pacífico.

### Canal Covadonga
Mapa del canal
Corre entre las islas Esmeralda y Covadonga por el norte y este y la isla Stosch por el sur. Tiene alrededor de 25 nmi de largo. Su curso es tortuoso, profundo y claro de peligros excepto en su salida al océano, en que existen numerosos arrecifes y rompientes. Lo rodean cerros de aspecto pedregoso, color plomizo, y con muy escasa vegetación. Las corrientes de marea alcanzan un máximo de 3 nudos.

### Isla Stosch
Mapa de la isla
Forma parte del archipiélago Campana. De forma muy irregular. Tiene un largo de 19 nmi en dirección aproximada NNE-SSW y un ancho medio de 6 nmi.  Sus límites son: al norte el canal Covadonga, al este el canal Ladrillero, al sur el golfo Ladrillero y al oeste los canales Orella y Covadonga.

### Puerto Araya
Mapa del puerto
Se encuentra al fondo del seno Araya que abre sobre la costa este de la isla Stosch. Tiene 600 metros de saco por 200 de boca. Es abrigado y seguro. Su profundidad es de 15 a 20 metros con fondo de fango y arena. Ofrece agua en abundancia, toda clase de mariscos y maderas de varias especies.

## Descripción costa este

### Isla Lavinia
Mapa de la isla
Integra el archipiélago Campana. Empotrada en la esquina NW de la isla Angamos; mide 1½ nmi de N-S y 3 nmi de E-W. Sus límites son: al noroeste el canal Ladrillero y al noreste el canal Machado, al este, sur y oeste por un canal sin nombre que la separa de la isla Angamos.

### Isla Angamos
Mapa de la isla
Forma parte del archipiélago Campana. Mide 18 nmi en su eje NW-SE y 12 nmi en el eje E-W. La parte norte es montañosa. Tiene los siguientes límites: al norte un canal sin nombre que la separa de la pequeña isla Lavinia, al este corre el canal Machado, al sur el canal Hernán Gallego y al oeste el canal Ladrillero.

### Canal Hernán Gallego
Mapa del canal
Separa la isla Angamos de la isla Chipana y de la península Singular una proyección de la costa oeste de la isla Wellington. Su dirección general es NW-SE. Su longitud es de aproximadamente 15 millas. Es profundo y libre de peligros, no ofrece inconvenientes en su navegación excepto en la unión con el canal Machado donde hay algunos islotes que reducen su ancho.

### Canal del Laberinto
Mapa del canal
Corre entre la isla Chipana y la península Singular de la isla Wellington. Une el canal Ladrillero con el canal Hernán Gallego. Su longitud es de aproximadamente 13 millas. Es profundo y libre de peligros, pero algo estrecho.

### Canal Machado
Mapa del canal
Corre entre la isla Wellington y la isla Angamos. Une el canal Ladrillero con el canal Hernán Gallego. Tiene un largo de 28 nmi. Inicialmente corre en dirección general SE por 10 nmi, gira hacia el sur y corre por otras 18 nmi. Es profundo y libre de peligros. En su extremo sur se encuentra puerto Abrigado el cual ofrece un excelente fondeadero en 18 metros de agua con fondo de fango.

### Isla Stubbenkammer
Mapa de la isla
Ubicada entre las islas Angamos y Stosch en el sector sur del canal Ladrillero. Mide 3 nmi en dirección NE-SW por 1¼ nmi a 90°. Por su costa norte corre el paso Kalau.

### Paso Kalau
Mapa del paso
Se forma entre la isla Stubbenkammer y la isla Chipana en el sector en que el canal Hernán Gallego se une al canal Ladrillero.

### Isla Chipana
Mapa de la isla
Está incrustada en la parte central de la costa occidental de la isla Wellington tiene 7 millas de largo en el eje NW-SE y 5 millas en el eje E-W. Sus límites son: al norte el canal Hernán Gallego, al este y sur el canal del Laberinto y al oeste el canal Ladrillero.